# 硅湖职业技术学院
硅湖职业技术学院，是位于江苏省苏州市昆山市的一所民办普通专科高等学校，由美籍华人梁顺才(1943年9月29日—2023年5月21日)创建。

## 专业设置
- 文化创意服务系
- 建筑工程服务系
- 汽车与先进制造技术服务系
- 金融服务外包系
- 软件与信息服务外包系
- 环境服务系
- 商务服务系
- 商务外语系
- 旅游休闲服务系